# Parafia Najświętszego Serca Pana Jezusa w Jelonkach
Parafia Najświętszego Serca Pana Jezusa w Jelonkach – parafia rzymskokatolicka w diecezji elbląskiej. Erygowana w ok. 1310 roku, reerygowana 1 lipca 1991 roku przez biskupa warmińskiego Edmunda Piszcza.
Na obszarze parafii leżą miejscowości: Jelonki, Stankowo, Śliwica, Marwica Mała, Budki, Marwica Wielka, Topolno Małe. Tereny te znajdują się w gminie Rychliki oraz gminie Markusy w powiecie elbląskim w województwie warmińsko-mazurskim.
Kościół parafialny w Jelonkach został wybudowany w latach 1350-1375 roku, wtedy też konsekrowany.

## Proboszczowie
| imię i nazwisko       | daty urzędowania |
| --------------------- | ---------------- |
| ks. Piotr Świtajski   | 1991–1998        |
| ks. Tadeusz Parda     | 1998-2021        |
| ks. Zbigniew Pieczuro | 2021-            |